# Oración ante un crucifijo
La oración ante un crucifijo es una oración católica a Jesús que se reza de rodillas ante un crucifijo. A menudo es rezada por la católica después de la Comunión o después de la Misa. Para muchos cristianos, la presencia de un crucifijo es un recordatorio constante del gran amor de Dios hacia la humanidad.
Los fieles reciben una  indulgencia parcial si rezan la oración después de la Comunión ante un crucifijo. Los viernes de Cuaresma, la indulgencia recibida es indulgencia plenaria.

## Texto de la oración

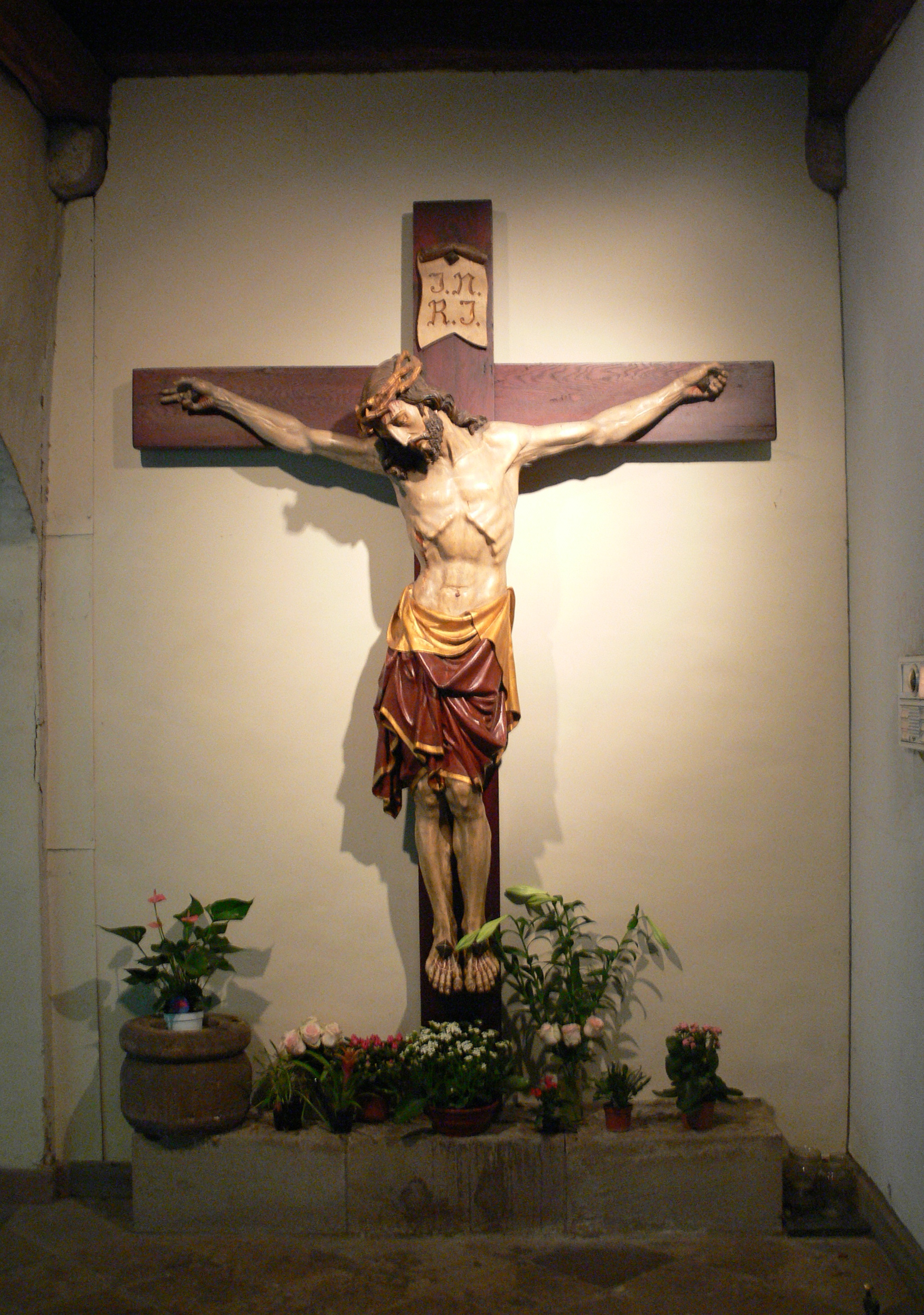
El Crucifijo, cruz con el corpus (Cuerpo de Cristo) es un símbolo antiguo utilizado dentro de la Iglesia Católica, las iglesias ortodoxas orientales, las iglesias anglicana y luterana.

Mírame, ¡oh, mi amado y buen Jesús!
mientras ante tu rostro me arrodillo humildemente y,
con el alma ardiente,
te ruego y te suplico
que fijes en lo más profundo de mi corazón vivos sentimientos
de fe, esperanza y caridad;
una verdadera contrición por mis pecados,
y un firme propósito de enmienda.
Mientras contemplo,
con gran amor y tierna piedad,
Tus cinco preciosísimas llagas,
reflexionando sobre ellas en mi interior
y recordando las palabras que David,
tu profeta, dijo de ti, mi Jesús:
"Han traspasado mis manos y mis pies,
han contado todos mis huesos".
Amén.

## Versión alternativa
He aquí, oh buen y dulcísimo Jesús,
me arrodillo ante ti,
y con el más ferviente deseo de mi alma
Te ruego y te suplico
que imprimas en mi corazón
sentimientos vivos de fe,
esperanza y caridad,
con verdadero arrepentimiento de mis pecados
y un deseo muy firme de enmienda.
Mientras con profundo afecto y dolor de alma
...considero en mi interior...
y contemplo mentalmente
Tus cinco preciosas heridas,
teniendo ante mis ojos lo que David,
el profeta, dijo hace mucho tiempo sobre Ti,
"Han perforado mis manos y mis pies,
han contado todos mis huesos".
Amén.